# Arāmbāgh
Arāmbāgh är en ort i Indien.   Den ligger i distriktet Hugli och delstaten Västbengalen, i den östra delen av landet, 1 200 km sydost om huvudstaden New Delhi. Arāmbāgh ligger 23 meter över havet och antalet invånare är 60 639.
Terrängen runt Arāmbāgh är mycket platt. Runt Arāmbāgh är det mycket tätbefolkat, med 1 018 invånare per kvadratkilometer. Arāmbāgh är det största samhället i trakten. Trakten runt Arāmbāgh består till största delen av jordbruksmark.